# Vilonia
Vilonia és una població dels Estats Units a l'estat d'Arkansas. Segons el cens del 2000 tenia 2.106 habitants.

## Demografia
Segons el cens del 2000, Vilonia tenia 2.106 habitants, 726 habitatges, i 612 famílies. La densitat de població era de 126,5 habitants/km².
Dels 726 habitatges en un 51,9% hi vivien nens de menys de 18 anys, en un 69,7% hi vivien parelles casades, en un 10,9% dones solteres, i en un 15,7% no eren unitats familiars. En el 13,5% dels habitatges hi vivien persones soles el 4,1% de les quals corresponia a persones de 65 anys o més que vivien soles. El nombre mitjà de persones vivint en cada habitatge era de 2,9 i el nombre mitjà de persones que vivien en cada família era de 3,16.
Per edats la població es repartia de la següent manera: un 33% tenia menys de 18 anys, un 7,2% entre 18 i 24, un 35,4% entre 25 i 44, un 16,6% de 45 a 60 i un 7,9% 65 anys o més.
L'edat mediana era de 32 anys. Per cada 100 dones de 18 o més anys hi havia 96,4 homes.
La renda mediana per habitatge era de 45.147 $ i la renda mediana per família de 50.184 $. Els homes tenien una renda mediana de 33.684 $ mentre que les dones 26.563 $. La renda per capita de la població era de 17.495 $. Entorn del 6,1% de les famílies i el 7,6% de la població estaven per davall del llindar de pobresa.

## Poblacions més properes
El següent diagrama mostra les poblacions més properes.